# Лексикология
Дял от езикознанието, изследващ лексиката (речника) на езика и лексемата (думата) като речникова единица.
Типични приложения на лексикологията са съставянето на тълковни речници, синонимни речници и др.

### Дялове
- семантика – изучава смисъла на думите и словосъчетанията[2]
- етимология – изследва произхода на думите[3]
- фразеология – занимава се с устойчивите словосъчетания („имам зъб на“, „обръщам внимание“)
- лексикография – занимава се с описанието на словното богатство на езика (приложение – съставяне на речници)[4]
- ономастика – изучава собствените имена[5]; дели се на топонимия[6] (географски названия) и антропонимия (лични, семейни, родови, прякори, псевдоними, крептоними)[7]